# Фарджон, Элинор
Элеанор Фарджон (англ. Eleanor Farjeon; 1881—1965) — английская детская писательница. Элеанор писала стихи, рассказы и повести, притчи и миракли, песенные тексты к оперным спектаклям для детей, но главным в её творчестве были сказки. Также на её счету ряд сатирических рассказов для взрослых.

## Биография
Элеанор Фарджон родилась в Англии 13 февраля 1881 года. Её родителями были английский писатель Бенджамен Фарджон и Маргарет Джейн (Джефферсон) Фарджон, дочь американского актёра Джозефа Джефферсона. Кроме Элинор, в семье было ещё трое мальчиков. В 1912 году в журнале «Панч» она начала публиковать свои стихи о Лондоне, которые в 1916 году были изданы первой отдельной книжкой писательницы «Детские песенки старого Лондона», впоследствии неоднократно переиздававшейся.
Широкую известность в СССР получила благодаря переводам её сказок «Седьмая принцесса» и «Хочу луну» (переводы Ольги Варшавер, Нины Демуровой и др.).
В 1955 году Элинор Фарджон была награждена за произведения для детей медалью Карнеги
В 1956 году по решению Международного совета по детской и юношеской литературе (IBBY) ЮНЕСКО Э. Фарджон стала первым лауреатом премии имени Ганса Христиана Андерсена. Эту награду неофициально называют детской «Нобелевской премией».
Элеанор скончалась на родине, 5 июня 1965 года, на 85-м году жизни.